# سيزار كوي
سيزار كوي

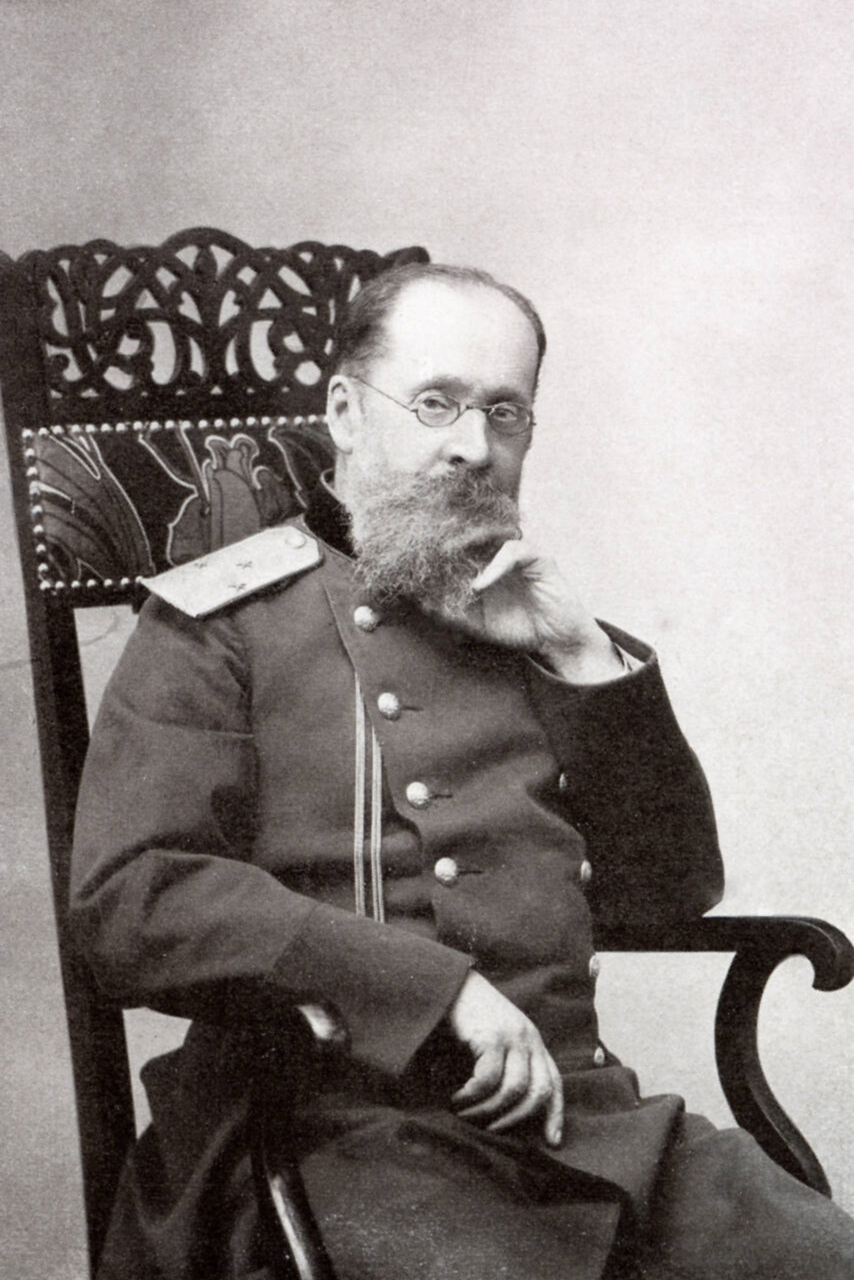

(بالإنجليزية César Cui وبالروسية Це́зарь Анто́нович Кюи́)
(و. 18 يناير 1835 - ت. 13 مارس 1918)
مؤلف موسيقي روسي وناقد موسيقي من أصل فرنسي ولتواني. كان واحد من جماعة الخمسة. رغم أنه كتب عدد من الأوبرات عديد منها للأطفال، وعدة أعمال أوركسترالية ولموسيقى الحجرة، أغانيه وأعماله للبيانو التي تعزف كثيرا اليوم. في هذه الأعمال أسلوب كوي يقرب من أعمال شومان ومؤلفين آخرين ألمان وفرنسيين في عصره أكثر من الأسلوب الروسي المميز الذي آمل مواطني بلده في تطويره.

## وصلات خارجية
- سيزار كوي على موقع IMDb (الإنجليزية)
- سيزار كوي على موقع الموسوعة البريطانية (الإنجليزية)
- سيزار كوي على موقع ميوزك برينز (الإنجليزية)
- سيزار كوي على موقع أول ميوزيك (الإنجليزية)
- سيزار كوي على موقع ديسكوغز (الإنجليزية)

1. ↑  Archivio Storico Ricordi، QID:Q3621644
2. ↑   https://theaterencyclopedie.nl/wiki/index.php?curid=216780. {{استشهاد ويب}}: |url= بحاجة لعنوان (مساعدة) والوسيط |title= غير موجود أو فارغ (من ويكي بيانات) (مساعدة)
3. ↑  The Facts on File Dictionary of Music, Christine Ammer 2004